# Draconarius curiosus
Draconarius curiosus là một loài nhện trong họ Amaurobiidae.
Loài này thuộc chi Draconarius. Draconarius curiosus được Jia-Fu Wang miêu tả năm 2003.